# Albert Hoskins
Albert Hoskins – amerykański tenisista, zwycięzca U.S. National Championships 1899 w grze mieszanej.

## Kariera tenisowa
Albert Hoskins raz wygrał U.S. National Championships (obecnie US Open) w konkurencji gry mieszanej, w 1899 wspólnie z Elizabeth Rastall, a w 1902 osiągnął finał ponownie grając z Rastall. W singlu trzy razy doszedł do trzeciej rundy, w latach 1905, 1906 i 1908.

### Finały w turniejach wielkoszlemowych

#### Gra mieszana (1–1)
| Końcowy wynik | Nr | Data | Turniej                                 | Nawierzchnia | Partnerka         | Przeciwnicy                 | Wynik finału    |
| ------------- | -- | ---- | --------------------------------------- | ------------ | ----------------- | --------------------------- | --------------- |
| Zwycięzca     | 1. | 1899 | U.S. National Championships, Filadelfia | Trawiasta    | Elizabeth Rastall | Jane Craven James Gardner   | 6:4, 6:0, krecz |
| Finalista     | 1. | 1902 | U.S. National Championships, Filadelfia | Trawiasta    | Elizabeth Rastall | Elisabeth Moore Wylie Grant | 2:6, 1:6        |